# ليغونكيو
ليغونكيو (بالإيطالية: Ligonchio)‏ هي بلدية في مقاطعة ريدجو إميليا في إقليم إميليا رومانيا الإيطالي.

## السكان
في سنة 1861 بلغ عدد السكان 1٬736 نسمة، وتطور العدد ليصل في سنة 2011 لـ 861 نسمة.
يظهر هذا المخطط البياني تطور النمو السكاني لـ ليغونكيو